# Senta Liurada (Alta Garona)
Senta Liurada (francès Sainte-Livrade)és un municipi del departament francès de l'Alta Garona, a la regió d'Occitània.